# Loi sur l'interruption volontaire de grossesse en République démocratique allemande

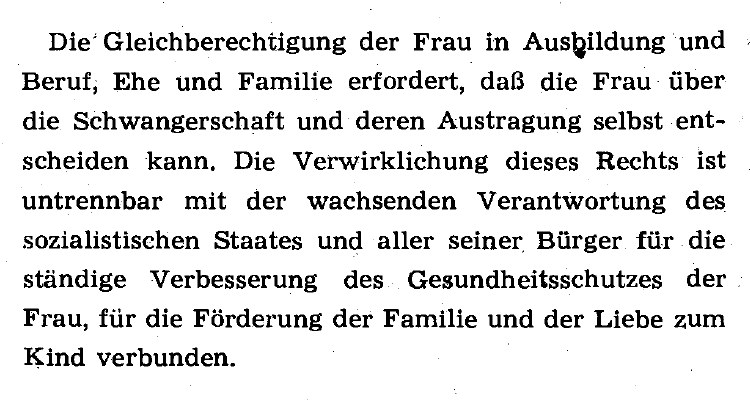
Préambule de la loi publiée au Journal officiel de la RDA : « L'égalité des droits concernant la formation, le travail, le mariage et la famille exige que la femme puisse elle-même décider d'une grossesse et de son déroulement. La concrétisation de ce droit est indissociablement liée à la responsabilité croissante de l'État socialiste et de tous ses citoyens appelés à améliorer continuellement la protection de la santé des femmes et à promouvoir la famille et l'amour. »

La Loi sur l'interruption volontaire de grossesse est adoptée en RDA le 9 mars 1972 par la Volkskammer, le Parlement de la RDA. La législation sur l’interruption de grossesse en est fondamentalement remaniée en RDA et l’introduction du régime du délai remplace la réglementation précédemment en vigueur basée sur l'indication médicale. Les femmes obtiennent ainsi le droit de décider elles-mêmes l'interruption d'une grossesse dans un délai de douze semaines après le début de celle-ci. Conformément à la loi, le médecin impliqué a toujours le devoir de donner aux femmes enceintes des informations médicales et de les renseigner sur l'utilisation future de moyens contraceptifs.
La loi est critiquée en RDA et rejetée par les Églises catholique et protestante ainsi que par une partie du corps médical. Cependant, cela ne mène pas à un véritable débat public. Jusqu'à la chute du Mur de Berlin en 1989, le vote concernant cette loi est cependant le seul de l'histoire de la Volkskammer qui n'a pas été unanime, puisqu'il y a quatorze voix contre et huit abstentions. L'entrée en vigueur du régime du délai du délai en RDA influence par la suite le débat sur l'amendement de l'article 218 du Code pénal allemand et les initiatives de loi en République fédérale allemande tout comme la nouvelle réglementation de cet article après la réunification allemande.

## Origine et contenu

### Développement juridique
Jusqu'à la fin de la Seconde Guerre mondiale, l’avortement en Allemagne est réglementé par les articles 218-220 du Code pénal de l'Empire allemand adopté en 1871, la peine encourue étant tempérée dans une nouvelle version adoptée en 1926. Les dispositions du Code pénal établissent l'interdiction générale et absolue d'interrompre une grossesse sans motifs définis. Dans une décision du 11 mars 1927, le tribunal du Reich ajoute également une exception à ces dispositions, autorisant l’avortement en cas d'indication médicale stricte. Ainsi, l'existence d'un « risque à ne pas négliger pour la femme enceinte » est considérée comme un état de nécessité prévalant sur la loi et justifie l’interruption de grossesse. Durant le Troisième Reich, l'interdiction réglementaire de l'interruption de grossesse change beaucoup, puisque l'attentat à la vie intra-utérine n'en est plus la seule justification principale. L'avortement est pénalisé, dans l’intérêt du père et de l'État, et qualifié à partir de 1943 d’« atteinte à la force vitale du peuple allemand ». En outre, l'interdiction stricte ne concerne – à l'exception de l'indication médicale – que les grossesses souhaitées « racialement pures ». Pour les parents qui sont considérés selon l'idéologie national-socialiste comme « héréditairement malades et inférieurs », un avortement pour raison eugénique est cependant accepté, voire encouragé. En outre, la peine encourue pour les interruptions de grossesse effectuées contre rémunération est drastiquement renforcée par l’instauration de la peine de mort à partir de 1943.
Dans les années 1947/1948, de nouvelles réglementations sur l’avortement sont introduites dans les Länder de la zone d'occupation soviétique. À cause des conséquences de la guerre, l'interruption de grossesse est autorisée pour des raisons éthiques à la suite d'un viol, ainsi que pour des raisons sociales en cas de détresse sociale existante ou imminente (à l'exception de la loi de Saxe-Anhalt). En outre, les peines précédemment en vigueur sont considérablement réduites et leur application en partie suspendue ou, comme en Thuringe, réservée aux avortements illégaux effectués hors du cadre médical. Le 27 septembre 1950, la loi sur la protection de la mère et de l'enfant et sur les droits de la femme entre en vigueur. Avec l’article 11, elle introduit une réglementation unifiée de l'interruption volontaire de grossesse en RDA. Comparée aux lois des Länder précédemment en vigueur, cette nouvelle réglementation est semblable à la situation juridique de la République de Weimar. Selon l'article 11, l’interruption de grossesse est autorisée après une indication médicale ou embryopathique, « lorsque le développement de l'enfant met gravement en péril la vie ou la santé de la femme enceinte ou lorsque l'un des parents souffre d'une grave maladie héréditaire ». L’interruption de grossesse doit dans ce cas être autorisée par une commission composée de médecins, de représentants des organes du système de santé et de l'Alliance démocratique des femmes d'Allemagne.
Le but de la loi sur la protection de la mère et de l'enfant et sur les droits de la femme est non seulement d'encourager l'égalité des sexes et l'augmentation de l’activité rémunérée des femmes, mais surtout d'encourager les naissances dans l’optique de la politique démographique. Les années suivantes, le nombre d'interruptions légales de grossesse diminue. À l’inverse, le nombre d'interruptions illégales de grossesse augmente. En mars 1965, l'application de l'article 11 est étendue par une note circulaire interne du ministère de la santé, sans modification du texte de loi sous-jacent. D’après les dispositions pénales établies dans les articles 153-155 du Code pénal de la RDA, qui entre en vigueur trois ans plus tard, d'autres types d'interruptions de grossesse restent interdits et répréhensibles.

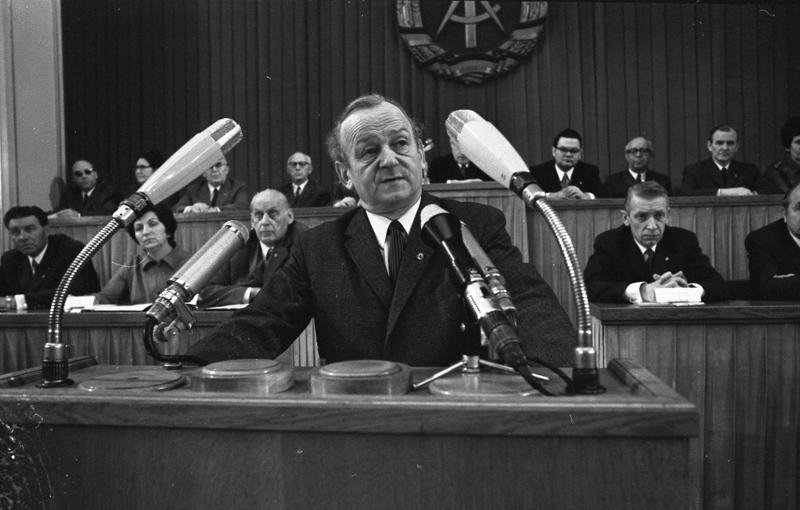
Ludwig Mecklinger, ministre de la santé de la RDA de 1971 à 1989, durant la séance de l'assemblée parlementaire du 9 mars 1972

Bien que la loi sur l’interruption volontaire de grossesse soit adoptée et publiée au Journal officiel de la RDA le 15 mars 1972, les articles 153-155 du Code pénal de RDA restent en vigueur tels quels, qualifiant l’interruption de grossesse d’infraction pénale lorsque celle-ci est effectuée « en contradiction avec les dispositions légales ». Les conditions préalables à l'autorisation d’avortement ne sont pas concrètement définies dans les dispositions du Code pénal de la RDA, contrairement à l'article 218 de l’ancien Code pénal allemand. Ces conditions sont définies avec les lois de 1950 et 1972. Comme déjà lors de l'élargissement des autorisations d’avortement en 1965, la nouvelle réglementation de 1972 est avant tout due au nombre élevé de cas non recensés d'interruptions illégales de grossesse, aux revendications croissantes d'autodétermination des femmes ainsi qu’à l'augmentation et au rajeunissement des femmes médecins en RDA. En outre, les efforts de réforme de la coalition sociale-libérale en RFA influencent probablement l’apparition d’une loi sur l’avortement en RDA. Dans l'histoire du droit allemand tout comme au niveau international, reconnaître l’interruption volontaire de grossesse en tant que droit de la femme apparaît comme une nouveauté. On retrouve ce droit seulement dans la réglementation adoptée un an plus tard au Danemark.
Avec le traité d'unification (Einigungsvertrag) du 31 août 1990, le paragraphe 1 de l'article 1 et les paragraphes 2 et 5 de l'article 4 de la loi sur l'interruption de grossesse sont abrogés. Environ 18 mois après la réunification allemande, la loi est remplacée par une nouvelle réglementation fédérale sur l'interruption volontaire de grossesse.

### Dispositions
Dans le cadre de la politique de la femme et de la famille en RDA, afin de répondre à l’exigence d’égalité des droits de la femme, le préambule de la loi sur l'interruption volontaire de grossesse offre la possibilité aux femmes de décider elles-mêmes d'une grossesse et de son déroulement. Conformément au paragraphe 1 de l'article 1 de cette loi, les femmes ont accès aux moyens de contraception existants et elles obtiennent également le droit de décider elles-mêmes d'interrompre une grossesse afin de déterminer le nombre, le moment et la fréquence des naissances. En conséquence, selon le paragraphe 2 de l'article 1, une femme enceinte est autorisée à se faire avorter « lors d’une intervention médicale dans un établissement obstétrico-gynécologique » dans un délai de douze semaines suivant le début d'une grossesse. Le médecin impliqué a toujours le devoir, conformément au paragraphe 3 de l'article 1, « d'informer la femme sur la signification médicale de l'intervention et sur l’utilisation future de moyens contraceptifs ».
Conformément à l'article 2, l'interruption d'une grossesse de plus de douze semaines dépend de la décision d'une commission de spécialistes et elle est autorisée seulement lorsque la vie de la femme est en danger ou lorsqu’il existe d'autres circonstances graves. Conformément à l'article 3, l’interruption de grossesse est interdite dans le cas d’une femme malade si elle risque de mettre en danger la santé ou la vie de cette femme. L’intervention est aussi interdite si la dernière interruption de grossesse remonte à moins de six mois. D'après le paragraphe 1 de l'article 4, la préparation, la mise en œuvre et le traitement complémentaire d'un avortement autorisé sont « assimilés, vis-à-vis du droit du travail et des assurances, à un cas de maladie ». En outre, le paragraphe suivant dispose que les moyens contraceptifs prescrits à des femmes assurées sont délivrés gratuitement. Les dispositions relatives à l'entrée en vigueur de la loi et à ses conséquences sur d'autres lois, en particulier la suppression des limitations d'autorisation d'avortement précédemment en vigueur, sont incluses dans l'article 5.

## Réception

### Réactions en RDA

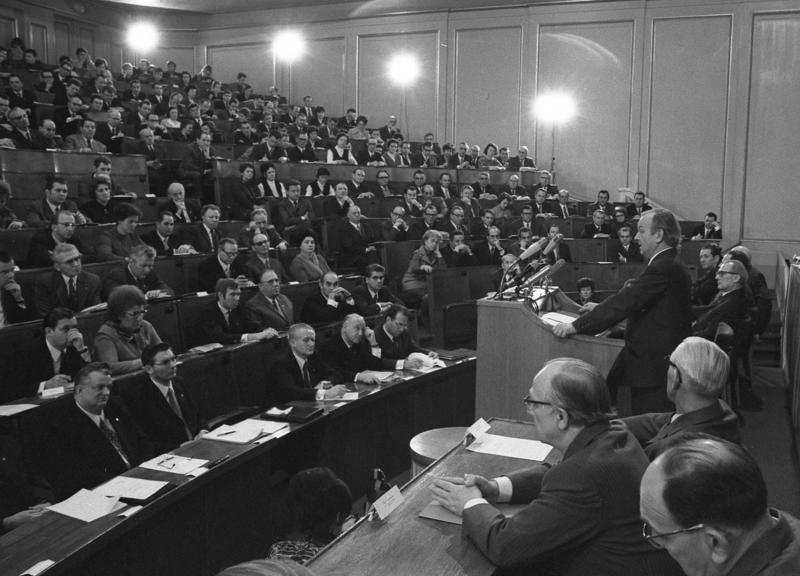
L’assemblée plénière du Parlement pendant la session du 9 mars 1972

Le gouvernement de la RDA et le bureau politique du comité central du Parti socialiste unifié d'Allemagne présentent le projet de loi sur l’interruption volontaire de grossesse le 23 décembre 1971. L’annonce de ce projet est inattendue et il n'y a presque pas de discussions publiques avant ou après celle-ci,. Des représentants des confessions catholique et protestante des Églises de RDA refusent de nouveau cette loi avant son adoption. L'Église catholique souligne dans une lettre pastorale lue par toutes les chaires le 9 janvier 1972 que le devoir de chaque État est de protéger tout particulièrement la vie naissante et que le personnel médical doit bénéficier d’une liberté de conscience. Dans cette lettre, l’Église catholique affirme également que la législation en RDA devrait se soucier davantage de la situation des femmes enceintes et des enfants afin de limiter les situations de détresse justifiant une interruption de grossesse. La Fédération des Églises protestantes de la RDA, regroupant huit églises, exprime sa « consternation la plus profonde » et son rejet du projet de loi dans un Discours des évêques des églises régionales en RDA publié quelques jours plus tard. Celui-ci s'adresse en particulier aux membres des églises et « à tous ceux, qui veulent écouter ». La protestation vient en outre de groupements de l'Église évangélique libre comme l'Église adventiste du septième jour, dont la communauté publie un point de vue similaire et le fait diffuser dans ses paroisses. Les médecins et les membres du Parti socialiste unifié d'Allemagne (SED) critiquent également la loi. La critique n’atteint cependant pas le large public. Helmut Kraatz, un des plus grands gynécologues en RDA, s'exprime certes de façon positive quant à la nouvelle version, car elle « coupe l’herbe sous le pied des charlatans », mais il qualifie cependant l'avortement de « méthode de projet familial la plus désagréable pour la femme et pour les gynécologues ».
Le projet de loi sur l'interruption volontaire de grossesse apparaît lors de discussions communes du comité constitutionnel et juridique, du comité de santé et du comité du travail et de la politique sociale de la Volkskammer (Parlement de la RDA).  Le vote de la Volkskammer a lieu le 9 mars 1972 à main levée après les interventions du président de la Volkskammer Gerald Götting, du ministre de la santé Ludwig Mecklinger et du député Hildegard Heine du comité pour la santé. Pour la première et unique fois avant la chute du Mur de Berlin, le résultat n’est pas unanime. Le nombre de voix contre parmi les députés de la liste unique du Nationale Front (organisation regroupant les partis et organisations politiques autorisés en RDA) représente moins de trois pour cent. Quatorze députés de l'Union chrétienne-démocrate d'Allemagne (CDU) votent contre la loi, soit environ un quart des membres du groupe, et huit députés s'abstiennent. Les désaccords au sein de la CDU est-allemande concernant le projet de loi ainsi que les intentions de vote divergentes de certains députés sont déjà connus de la direction du parti et de son président Gerald Götting et sont communiqués par Albert Norden, membre du bureau politique du comité central du Parti socialiste unifié d'Allemagne, environ un mois avant que la direction de la SED ne prenne sa décision,.  Ainsi, le ministre de la santé Ludwig Mecklinger, membre de la SED, aborde les doutes présents dans les milieux religieux lors d’explications visant à justifier la loi.
Auparavant, les quelques voix contre lors des votes en RDA se limitent seulement à certains conseils municipaux, comme en 1968 lors de la démolition des ruines de l’église de la garnison de Potsdam et lors de l’explosion de l’église de l'université de Leipzig (Paulinerkirche). La CDU ne prend pas officiellement position sur la loi et le comportement de ses députés. Le résultat non unanime est accueilli favorablement par les représentants religieux de confessions catholique et évangélique. Dans le reportage du Neues Deutschland, le quotidien le plus important en RDA en tant qu’organe central de la SED dans tout le pays, le résultat du vote est qualifié de « majorité absolue » et souligne que « le droit et la dignité de la femme seraient entièrement garantis ». La SED utilise le résultat à des fins de propagande pour revaloriser la Volkskammer et comme preuve de la liberté dont les députés auraient bénéficié lors de leur vote, ainsi que lors de toutes les autres décisions unanimes. Les années suivantes, les autorités tolèrent le refus d’interrompre une grossesse dans les hôpitaux de RDA de confession catholique ou évangélique,. L’hôpital catholique d’Heiligenstadt (situé dans la région majoritairement catholique d’Eichsfeld) est cependant dans l’obligation de céder son service gynécologique à une clinique publique, car il n’y a pas d’autre endroit dans la ville pour interrompre une grossesse. Il n’y a pas de mouvement pro-vie organisé en RDA ; les protestations restent marginales et limitées à quelques personnes, avant tout aux chrétiens travaillant dans le milieu social ou médical.

### Réception en RFA

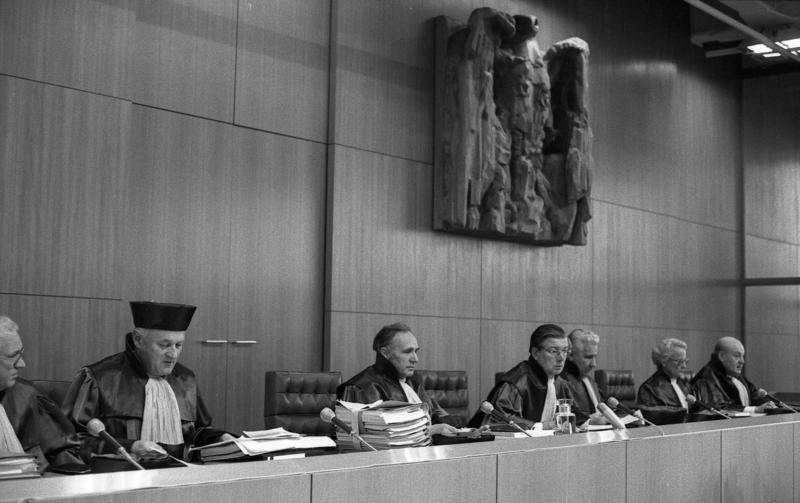
La Cour constitutionnelle fédérale juge le régime du délai décidé par la coalition sociale-libérale, 1974

Les médias ouest-allemands s'intéressent également beaucoup à la loi sur l'interruption volontaire de grossesse et en particulier au résultat du vote de la Volkskammer. Le lendemain du vote, le journal allemand Frankfurter Allgemeine Zeitung (FAZ) publie notamment un article nommé « Silence de mort à la Volkskammer : des voix contre pour la première fois à l’assemblée ». Les commentaires concernant la signification du vote sont relativement divergents. Le vote est qualifié d’« événement remarquable » dans le journal allemand Süddeutsche Zeitung et corrigerait l’image dominante de la Volkskammer dans la République fédérale, celle d’une « machine à approbation de la SED ». Le FAZ, quant à lui, suppose que le comportement de vote divergent des députés de la CDU résulte d’un accord avec la SED. Le Service de presse évangélique interprète l'autorisation des voix contre comme le signe que l'interruption volontaire de grossesse en RDA serait certes autorisée, mais pas propagée.
Dans la République fédérale, la nouvelle version de la législation de la RDA concernant l'avortement encourage la coalition sociale-libérale du chancelier fédéral Willy Brandt et du ministre de la justice Gerhard Jahn dans ses efforts de réforme de l'article 218 du Code pénal allemand. Ainsi, en avril 1974, une réglementation de l'avortement comparable à celle de RDA est adoptée pour remplacer la réglementation initiale basée sur l'indication médicale, planifiée et restreinte,.  Après que les membres du groupe parlementaire CDU/CSU et les cinq gouvernements des Länder aient intenté une action auprès de la Cour constitutionnelle, cette nouvelle réglementation est déclarée anticonstitutionnelle par la Cour constitutionnelle fédérale en février 1975. Elle est remplacée en février 1976 par une réglementation autorisant l’avortement dans quatre cas, dont l'indication pour raisons sociales, qui est de nouveau acceptée en plus des exceptions déjà autorisées précédemment,. Après la réunification allemande, la loi du 27 juillet 1992 relative à l'éducation sexuelle, à la contraception et au planning familial permet l’apparition d’une loi sur l’interruption volontaire de grossesse avec obligation de conseil et autorisations d’avortement. Celle-ci est la nouvelle version fédérale des dispositions légales concernant l'avortement et représente un compromis entre le régime du délai en RDA et l'avortement légalement autorisé en République fédérale. Après un recours devant la Cour constitutionnelle fédérale, cet amendement entre finalement en vigueur en 1995.

## Conséquences
En 1962, le nombre d’avortements autorisés en RDA est d’environ 860. En 1972, immédiatement après l’introduction du régime du délai, ce nombre augmente fortement (atteignant 119 000) avant de redescendre à 83 000 jusqu’en 1976. En revanche, avant la nouvelle réglementation, 70 à 80 femmes par an meurent des suites d’un avortement effectué de façon inadaptée. Immédiatement après l’adoption de la loi, les hôpitaux en RDA sont souvent débordés à cause des équipements insuffisants. Dans la clinique pour femmes de la Charité de Berlin par exemple, les interventions sont au départ effectuées par plusieurs équipes. Les années suivantes, presque tous les hôpitaux de RDA disposent de services spécialisés pour effectuer des avortements. L’augmentation des interruptions de grossesse provoquée par la nouvelle réglementation ainsi que la délivrance gratuite de moyens contraceptifs font chuter le taux de naissances, entraînant une baisse continuelle de la population jusqu’à la fin des années 1970 qui se répercute ensuite de façon conséquente sur la pyramide des âges.
En raison de cette évolution, l’État décide à partir du début des années 1970 d’un ensemble de mesures socio-politiques encourageant les naissances, dont des réglementations concernant l'amélioration de la situation des familles avec enfants et celle des femmes actives. Ces mesures incluent notamment la subvention de loyers pour les familles aux revenus faibles, la réduction du temps de travail hebdomadaire pour un salaire équivalent, l’augmentation des jours de congé légaux pour les femmes avec au moins trois enfants, la prolongation des congés payés après une naissance (passant de 2 à 3 mois) tout comme l'instauration d'un emprunt à long terme sans intérêt d'un montant de 5000 marks pour les jeunes couples – pour lequel des avances se poursuivraient lors de la naissance d'enfants. À partir du début des années 1980, le nombre de naissances est de nouveau supérieur au nombre de décès. En 1990, environ 74 000 avortements sont effectués. En raison du taux de naissances plus élevé en RDA, à la fin des années 1980, il y a en moyenne trois naissances pour un avortement dans les deux parties de l'Allemagne.

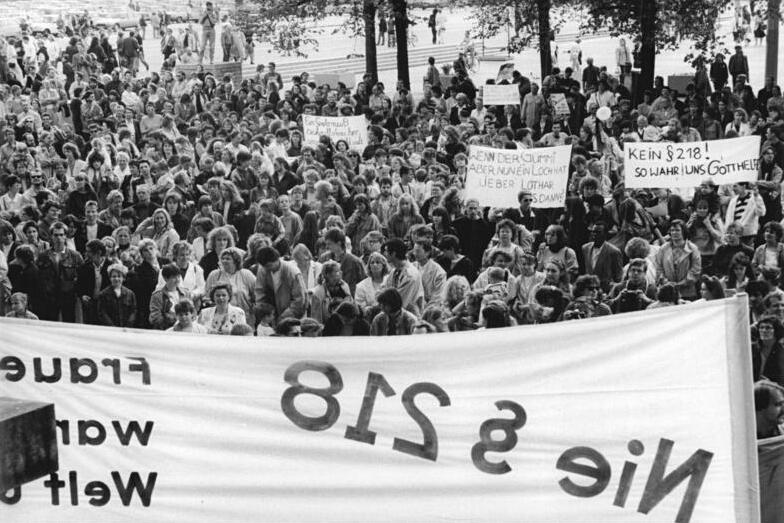
Manifestation à Berlin en avril 1990 contre l'article 218 du Code pénal allemand unifié

Après la chute du Mur de Berlin, le « droit de poursuivre ou d’interrompre une grossesse » est admis en RDA dans le plan de la table ronde pour une nouvelle constitution. L’association indépendante des femmes, qui forme une alliance électorale avec le parti écologique de RDA lors des élections législatives est-allemandes de mars 1990, considère le maintien du régime du délai comme un thème déterminant. Lors de la campagne électorale, la CDU fait certes de la propagande pour le rejet de la loi par ses 14 députés lors du vote de 1972, mais elle expose aussi dans un programme électoral que « les interdictions d'avortement et les peines encourues […] n’apportent pas de solution ». À l'exception de l'Union sociale allemande (DSU), les élus des partis représentés à la Volkskammer – CDU incluse – soutiennent le maintien de la loi sur l’interruption volontaire de grossesse, exigé également dans l'accord de coalition du nouveau gouvernement composé de l'alliance électorale menée par la CDU (Alliance pour l'Allemagne), du Parti social-démocrate d'Allemagne (SPD) et de la Fédération des démocrates libres. Kurt Wünsche du Parti libéral-démocrate d'Allemagne (LDPD), qui est ministre de la justice de RDA de janvier à août 1990 sous la direction des ministres-présidents Hans Modrow et Lothar de Maizière, suggère l'approbation du droit à l'avortement ou le maintien de différentes situations juridiques dans une nouvelle constitution fédérale à adopter.
En février 2008, Wolfgang Böhmer, ancien ministre-président de Saxe-Anhalt et médecin-chef en gynécologie dans un hôpital évangélique à Wittenberg du temps de la RDA, provoque un débat public controversé concernant les conséquences tardives de la loi de 1972. Dans le magazine d’informations allemand Focus, il établit en effet un lien entre la réglementation de l’avortement en vigueur en RDA, la « position irréfléchie au sujet de la vie intra-utérine » et les infanticides dans les nouveaux Länder. Ses propos, qu'il relativise quelques jours plus tard dans une interview pour le quotidien allemand Die Welt, sont majoritairement rejetés par les élus de tous les partis politiques. Des psychiatres et des politologues commentent ses propos de façon nuancée ; certaines femmes concernées, des représentants des églises et des initiatives populaires de droit à la vie – telles que l'organisation de la CDU Chrétiens-Démocrates pour la vie – les approuvent même.

### Publication complémentaire
- Christa Mahrad : Schwangerschaftsabbruch in der DDR: Gesellschaftliche, ethische und demographische Aspekte. Collection : Europäische Hochschulschriften. Série XXXI : Politikwissenschaft. Volume 111. Éditions Peter Lang, Francfort-sur-le-Main 1987,  (ISBN 3-82-040251-9).